# El Deportivo
El Deportivo (anteriormente llamado Resumen Deportivo) fue un programa de televisión deportivo argentino conducido por Stefania Casero. Se emitió de lunes a viernes a las 11:00 a. m. (hora de Miami) por Telefe Internacional. Fue un resumen diario de los principales acontecimientos del deporte a nivel nacional e internacional, la actualidad del fútbol argentino y la de las principales competencias europeas. Tenis, básquet, vóley, futsal, handball, Fórmula 1 y las categorías nacionales. También contó regularmente con las invitaciones de las principales figuras del deporte argentino. La primera etapa del programa se emitió desde 1996 hasta 1998 con la conducción de Fernando Niembro y Mariano Closs. También lo condujeron Andrés Sciapichetti y Fernando López Di Biase.